# Hanson Spur
Der Hanson Spur ist ein 2 km langer und abgeflachter Gebirgskamm in der antarktischen Ross Dependency. In der Königin-Alexandra-Kette erstreckt er sich vom Mount Falla in nordwestlicher Richtung.
Das Advisory Committee on Antarctic Names benannte ihn 1995 nach dem Geologen Richard E. Hanson von der Ohio State University, der zwischen 1990 und 1991 in diesem Gebiet Feldforschungen unternommen hatte.